# Сяоу-ди (Лю Сун)
(Лю-)Сунский Сяоу-ди (кит. трад. (劉)宋孝武帝), личное имя Лю Цзюнь (кит. трад. 劉駿, 19 сентября 430— 12 июля 464), взрослое имя Сюлун (кит. трад. 休龍) — император южнокитайской империи Сун. Храмовое имя: Ши-цзу (世祖).

## Биография

### Молодые годы
Родился в 430 году, был третьим сыном императора Вэнь-ди. В 435 году получил титул Улинский князь (武陵王). В 439 году был формально назначен губернатором провинции Сянчжоу (занимала земли современной провинции Хунань), в последующие годы получал формальные назначения на руководящие посты в ряде других провинций, в 445 году стал губернатором провинции Юнчжоу (занимала северо-запад современной провинции Хубэй и юго-запад современной провинции Хэнань), находившейся на границе с империей Северная Вэй. В 448 году был поставлен во главе другой пограничной провинции — Сюйчжоу (занимала северные земли современных провинций Цзянсу и Аньхой), и в 450 году во время наступления северовэйских войск на юг смог удержать административный центр провинции — город Пэнчэн — вплоть до ухода северовэйских войск обратно в 451 году. В 452 году был поставлен во главе провинции Наньяньчжоу (центральная часть современной провинции Цзянсу), а затем — провинции Цзянчжоу (занимала земли современных провинций Цзянси и Фуцзянь).

### Восстание против Лю Шао
В 453 году старший императорский сын Лю Шао со своим младшим братом Лю Цзюнем (Шисинским князем) совершил государственный переворот, убил отца и провозгласил себя новым императором. Лю Цзюнь (Улинский князь) находился в этот момент на землях современного Хуангана, готовясь к военному походу против местных племён. После того, как два его старших брата узурпировали власть, он стал естественным центром притяжения для недовольных этим событием. Вернувшись в город Сюньян — административный центр провинции Цзянчжоу — он объявил о восстании против Лю Шао, и призвал губернаторов остальных провинций присоединиться к нему. Через месяц его войска подошли к столичному Цзянькану и захватили его. Отцеубийцы были арестованы, лишены титулов и казнены, и Лю Цзюнь стал новым императором.

### Начало правления
Лю Исюань (дядя Лю Цзюня), управлявший провинцией Цзинчжоу (территория современной провинции Хубэй), и Цзан Чжи, управлявший провинцией Юнчжоу, помогли Лю Цзюню в его борьбе против Лю Шао, и теперь рассчитывали на то, что он предоставит им абсолютную власть в их доменах. Однако новый император вместо этого принялся за укрепление центральной власти, и поэтому они решили восстать. В поисках союзников они весной 454 года послали гонца к Лу Шуану, управлявшему провинцией Юйчжоу (центральная часть современной провинции Аньхой), предлагая тому присоединиться к восстанию, однако тот в момент получения послания был сильно пьян и, неправильно поняв ситуацию, восстал немедленно, провозгласив Лю Исюаня императором; к нему присоединился Сюй Ибао, управлявший провинцией Яньчжоу (запад современной провинции Шаньдун). Узнав о случившемся, Лю Исюань и Цзан Чжи также были вынуждены срочно присоединиться к восстанию.
Узнав о восстании в четырёх провинциях, Лю Цзюнь поначалу подумал, что ему с этим не справиться, и предложил передать свой императорский титул Лю Исюаню, однако этому воспротивился его брат Лю Дань, и император решил бороться. Остальные провинции поддержали императора, и восстание было подавлено, а Лю Исюань — схвачен и казнён. После этого восстания император решил уменьшить власть губернаторов основных четырёх провинций, и выделил из них две новые провинции, но оборотной стороной этого стал рост расходов на административные нужды.
В 455 году Лю Хунь — 16-летний младший брат императора — провозгласил себя Чуским князем и стал использовать собственный девиз правления. В ответ император лишил его титула и низвёл в простолюдины, а затем принудил к самоубийству. Это событие послужило толчком к тому, что император стал постепенно ограничивать власть своих братьев. Не доверяя высшим сановникам, император приблизил к себе трёх старых друзей — Дай Фасина, Дай Минбао и Чао Шанчжи — которые, несмотря на свои низкие официальные ранги, стали весьма влиятельными и богатыми людьми.

### Последние годы
Постепенно нараставшая напряжённость в отношениях между императором и его братом Лю Данем привела в 459 году к открытому конфликту. Император лишил Лю Даня княжеского титула и двинул войска на Гуанлин, где тот жил. Гуанлин был взят, многие его жители — убиты, а Лю Дань — казнён.
В 461 году восстал императорский младший брат Лю Симао, однако это восстание было быстро подавлено его собственными подчинёнными.
В 462 году умерла любимая наложница императора, и он так по ней горевал, что долгое время не мог заниматься государственными делами.
В 464 году император скончался, и на престол взошёл его сын Лю Цзые.

## Девизы правления
- Сяоцзянь (孝建) (454—456)
- Дамин (大明) (457—464)